# Val d'Oingt
Val d'Oingt é uma comuna francesa na região administrativa de Auvérnia-Ródano-Alpes, no departamento do Ródano. Estende-se por uma área de 18.1 km². Em 2010 a comuna tinha 4 191 habitantes (densidade: 231,5 hab./km²).
Foi criada em 1 de janeiro de 2017, a partir da fusão das antigas comunas de Le Bois-d'Oingt, Oingt e Saint-Laurent-d'Oingt.